# Aomawa Shields
Aomawa L. Shields est professeure adjointe de physique et d'astronomie à l'Université de Californie à Irvine. 
Ses recherches portent sur l'exploration du climat et de l'habitabilité des petites exoplanètes, à l'aide de données provenant d'observatoires, notamment de la sonde Kepler de la NASA. Shields était un Fellow 2015 de TED et elle est active dans la communication scientifique et la sensibilisation.  Elle développe des ateliers interactifs pour favoriser l'estime de soi et enseigne l'astronomie, allie sa formation au théâtre et sa carrière en astronomie . 

## Enfance et éducation
Shields décrit le fait de regarder le film Space Camp à l'âge de 12 ans comme déclencheur de la question "Sommes-nous seuls?". Shields fréquente le Lycée de la Phillips Exeter Academy et obtient son diplôme en 1993. En tant qu'étudiante, elle-même et d'autres personnes intéressées par la physique se lèvent souvent tôt le matin pour regarder les lunes de Jupiter. Après Exeter, Shields étudient au MIT, où elle obtient un diplôme en Sciences de la Terre, de l’Atmosphère et des Planètes,. Alors qu’elle commence un doctorat en Physique, elle met ses études en pause pour s'inscrire à UCLA où elle obtient une maîtrise en théâtre. Elle joue pendant un certain temps, notamment dans le film Nine Lives, de 2005. 
Shields travaille chez Caltech sur l’opérateur du service d’assistance du Spitzer Space Telescope. Cette expérience l'amène à auditionner et finalement co-animer une émission télévisée intitulée Wired Science, dirigée par PBS et Wired Magazine,. Après avoir exploré de futures carrières dans la présentation de télé-science et ses intérêts dans la formation d’astronautes, Shields réalise qu’elle aura besoin d’un doctorat pour se développer davantage.  Après une pause de onze ans, elle étudie à l'Université de Washington. Elle obtient une maîtrise en 2011, puis un doctorat en 2014 en astronomie et astrobiologie. Victoria Meadows et Cecilia Bitz la conseillent, et sa thèse s'intitule L'effet des interactions étoile-planète sur le climat planétaire. 